# Battista Perotti
Battista Perotti (Pontevico, 26 luglio 1902 – ...) è stato un allenatore di calcio e calciatore italiano, di ruolo centrocampista.

## Carriera

### Giocatore
Giocò in Serie A con la Cremonese. Militò successivamente nel Brescia e nell'Orceana.. Aveva esordito in Divisione Nazionale il 20 giugno 1926 nella partita Cremonese-Padova (2-1). Ha esordito nel primo campionato di Serie A il 20 ottobre 1929 nella partita Cremonese-Juventus (0-0). Perotti, detto "Valentino" perché di bell'aspetto, faceva "strage di cuori femminili".

### Allenatore
Nella stagione 1938-1939 ha allenato la Casalini Brescia, nel campionato di Serie C.